# (10821) Kimuratakeshi
(10821) Kimuratakeshi (1993 SZ) – planetoida z pasa głównego asteroid okrążająca Słońce w ciągu 3,42 lat w średniej odległości 2,27 j.a. Odkryta 16 września 1993 roku.